# Nazmi Ziya Güran
Nazmi Ziya Güran (ur. 1881 w Stambule, zm. 11 września 1937 tamże) – turecki malarz. 
W 1901 roku ukończył Szkołę Nauk Politycznych, do której zapisał się ze względu na swojego ojca, który nie uznawał artystycznych pasji Nazmiego. Jednak  po śmierci ojca rozpoczął naukę w Academy of Fine Art w Stambule. Duży wpływ na styl artysty miał Paul Signac, francuski neoimpresjonista. Studiował na Académie Julian w Paryżu. W 1912 jego wystawione prace zebrały pozytywne recenzje. Podróżował do Niemiec i Austrii. Po powrocie do Turcji wykładał w Academy of Fine Arts. Malował głównie pejzaże.

## Galeria

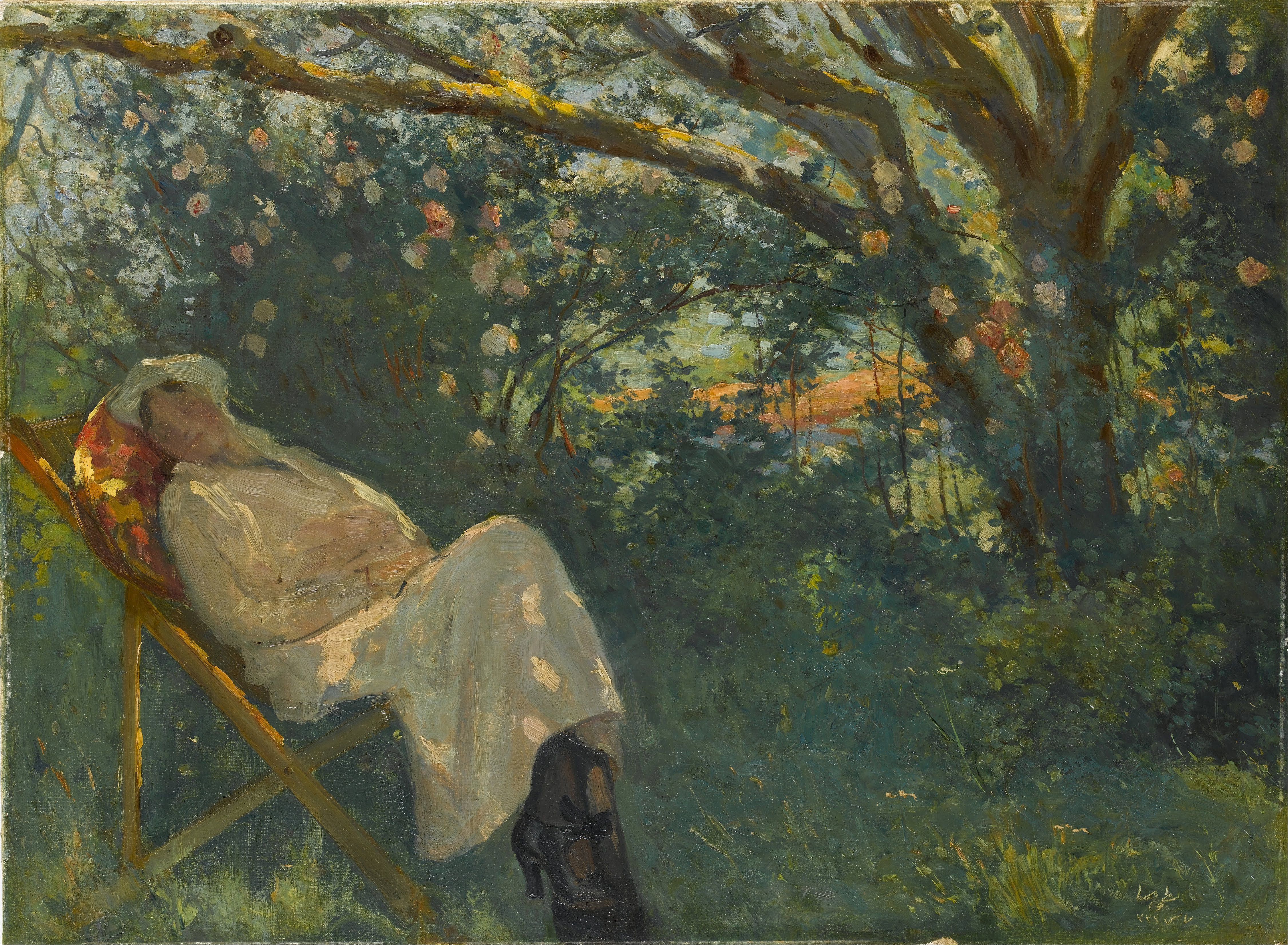
Dama w różu na szezlongu
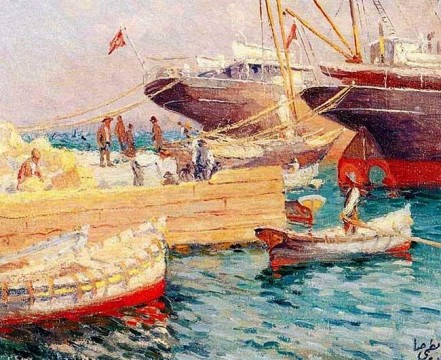
Scena w porcie
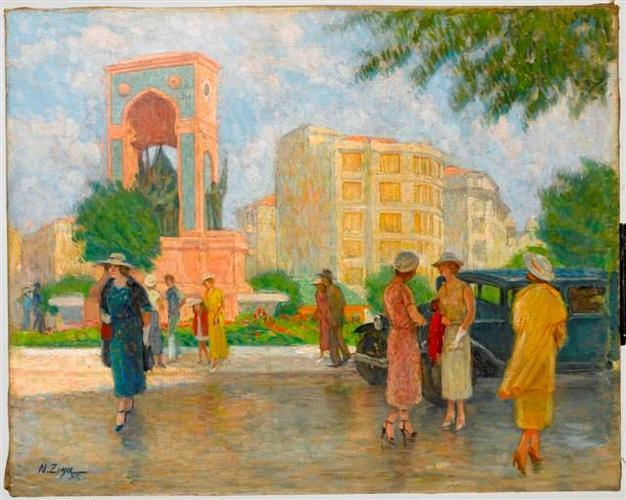
Plac Taksim
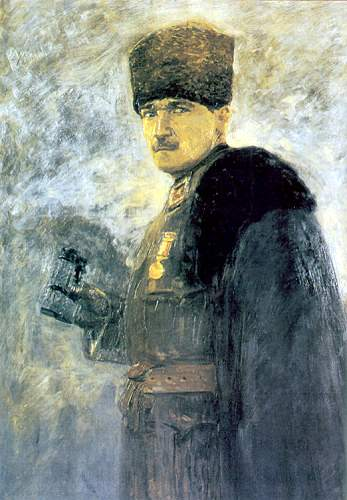
Mustafa Kemal Atatürk